# Children of the Grave
Children of the Grave – utwór zespołu Black Sabbath z albumu Master of Reality, który wydano w roku 1971.

## Wydawnictwa zawierające utwór
Kompozycja ta znalazła się na wszystkich dotychczas wydanych koncertowych albumach grupy: Live at Last, Live Evil, Cross Purposes Live, Reunion, Past Lives, Live at Hammersmith Odeon, a także na innych oficjalnych, jak i nieoficjalnych kompilacjach Black Sabbath.

## Inne wersje utworu
Utwór znalazł się również na płycie stworzonej w hołdzie Black Sabbath: Nativity In Black: Tribute to Black Sabbath wydanej w 1994 roku. Wersja zamieszczona na tym albumie znacząco odbiega od oryginału. Jej autorem jest amerykański artysta Rob Zombie.

### Wersja Osbourne’a
W początkowym okresie kariery solowej „Children of the Grave” był stałym elementem koncertów wokalisty grupy, Ozzy’ego Osbourne’a. Pojawił się on na dwóch koncertowych albumach artysty: Speak of the Devil, Tribute.